# Arbutus menziesii
El madroño del Pacífico (Arbutus menziesii) es una especie de planta perteneciente a la familia de las ericáceas. Se encuentra en la costa oeste de América del Norte, desde la Columbia Británica (en particular, la isla de Vancouver) hasta California. Crece también, de forma dispersa, en la vertiente oeste de Sierra Nevada. Aisladamente llega al condado de San Diego y el norte de Baja California, México. 

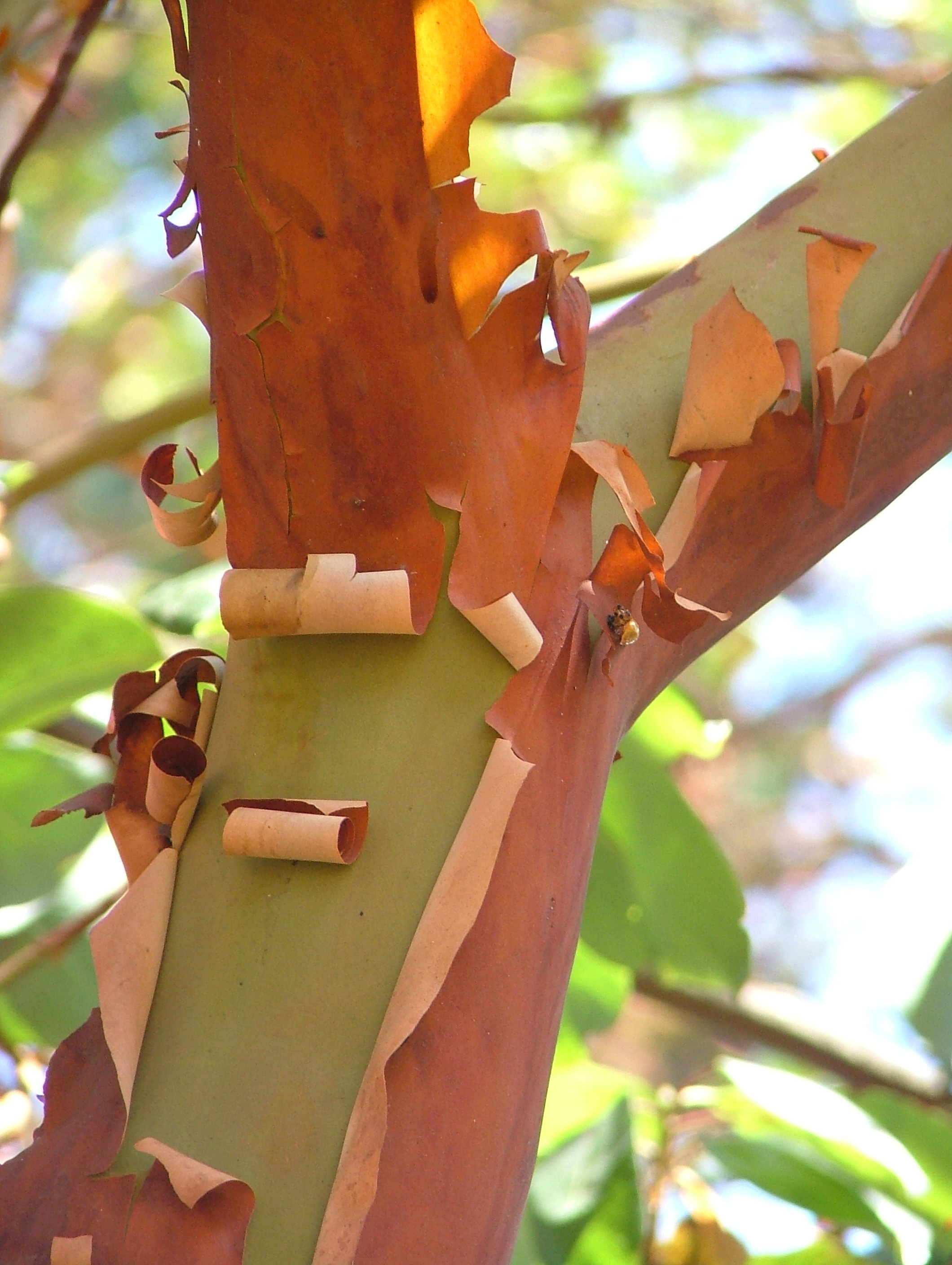
Corteza a tiras. distintiva de la especie

## Descripción
Arbutus menziesii es un árbol de hoja persistente y de hoja ancha, la corteza es de color rojo-naranja y forma tiras en la madera madura. Florece en primavera con flores acampanadas y en otoño los frutos maduran y son de color rojo. Es común ver madroños del Pacífico de 10 a 25 m de alto pero puede llegar a 30 m. Las hojas son ovales de 7-15 cm de largo y de 4-8 cm de ancho y se disponen espiraladas, el margen es entero.

## Usos
Los nativos americanos se comían las bayas pero éstas tienen muchos taninos y son astringentes y más a menudo las masticaban o la convertían en bebida alcohólica. Muchos mamíferos y pájaros se alimentan de sus bayas. Su madera se utiliza para la fabricación de pisos parqués.

## Conservación
Aunque es tolerante a la sequía y relativamente de crecimiento rápido, Arbutus menziesii actualmente está en declive. Depende de forma natural de incendios periódicos para reducir la competencia que le hacen las coníferas. Los madroños maduros sobreviven después del incendio y se regeneran más deprisa que el abeto de Douglas, además tienen muchas semillas que germinan después del fuego. El control humano de los incendios, pues, le perjudica. Otras causas de su declive son las enfermedades fitopatológicas.

## Taxonomía
Arbutus menziesii fue descrita por  Frederick Traugott Pursh y publicado en Flora Americae Septentrionalis; or, . . . 1: 282. 1814[1813].
Etimología
Arbutus: nombre antiguo del "madroño". 
El epíteto específico menziesii recibe el nombre en honor de Archibald Menzies que la encontró durante la expedición de George Vancouver.
Sinonimia
- Arbutus menziesii var. elliptica DC.
- Arbutus menziesii var. oblongifolia DC.
- Arbutus procera Douglas ex Lindl.[3]